# Тыхта (приток Ини)
Тыхта — река в России, протекает по Промышленновскому и Топкинскому районам Кемеровской области.
Устье реки находится в 294 км по правому берегу реки Иня. Длина реки составляет 23 км.

## Данные водного реестра
По данным государственного водного реестра России относится к Верхнеобскому бассейновому округу, водохозяйственный участок реки — Иня, речной подбассейн реки — бассейны притоков (Верхней) Оби до впадения Томи. Речной бассейн реки — (Верхняя) Обь до впадения Иртыша.